# Венская конвенция о дорожном движении
Ве́нская конве́нция о доро́жном движе́нии — международный договор, который был заключён с целью повышения безопасности дорожного движения посредством стандартизации правил дорожного движения. Конвенция была разработана во время конференции ЭКОСОС с 7 октября по 8 ноября 1968 года в Вене. Одновременно на конференции была разработана Венская конвенция о дорожных знаках и сигналах.
Позднее, а именно 1 мая 1971 года, договор был дополнен в Женеве.
Список стран, присоединившихся к Венской конвенции 1968 года (по состоянию на 1 ноября 2018 года):
Австрия, Азербайджан, Албания, Армения, Багамы, Бахрейн, Беларусь, Бельгия, Болгария, Босния и Герцеговина, Бразилия, Ватикан, Великобритания, Венгрия, Венесуэла, Вьетнам, Гайана, Гана, Германия, Греция, Грузия, Дания, Демократическая Республика Конго, Египет, Зимбабве, Израиль, Индонезия, Ирак, Иран, Ирландия, Испания, Италия, Кабо-Верде, Казахстан, Катар, Кения, Китай, Кыргызстан, Коста-Рика, Кот-д’Ивуар, Куба, Кувейт, Латвия, Ливан,Литва, Либерия, Люксембург, Македония, Марокко, Мексика, Молдавия, Монако, Монголия, Нидерланды, Нигер, Нигерия, Норвегия, ОАЭ, Пакистан, Перу, Польша, Португалия, Республика Корея, Российская Федерация, Румыния, Сан-Марино, Саудовская Аравия, Сейшелы, Сенегал, Сербия, Сирийская Арабская Республика, Словакия, Словения, Таджикистан, Таиланд, Тайвань, Тунис, Туркменистан, Турция, Узбекистан, Украина, Уругвай, Филиппины, Финляндия, Франция, Хорватия, ЦАР, Черногория, Чехия, Чили, Швейцария, Швеция, Эквадор, Эстония, ЮАР.
Страны-участники конвенции признают национальные водительские удостоверения друг друга без необходимости получать международные удостоверения. 28 марта 2006 года формат национального удостоверения, признаваемого на территории других стран, был изменён, странам-участницам конвенции дано пять лет на приведение национальных удостоверений в соответствие новому формату. Водительские удостоверения, выдаваемые в России с 1 марта 2011, удовлетворяют новым требованиям. Ранее выданные удостоверения также действительны до окончания срока их действия.
Список стран, подписавших Женевскую конвенцию о дорожном движении 1949 г.(en) (страны, названия которых зачеркнуты, позднее присоединились к Венской конвенции о дорожном движении 1968 г.):
Австралия, Австрия, Албания, Алжир, Андорра, Аргентина, Бангладеш, Барбадос, Бельгия, Бенин, Ботсвана, Болгария, Буркина-Фасо, Ватикан,
Великобритания, Венгрия, Венесуэла, Вьетнам, Гаити, Гана, Гватемала, Греция, Грузия, Дания, Демократическая Республика Конго, Доминиканская Республика, Египет, Зимбабве, Израиль, Индия, Иордания, Ирландия, Исландия,
Испания, Италия, Камбоджа, Канада, Кипр, Киргизия, Конго, Кот-д’Ивуар, Куба, Лаос, Лесото, Ливан, Люксембург, Мадагаскар, Малави, Малайзия, Мали, Мальта, Марокко, Монако, Намибия, Нидерланды, Нигер, Нигерия, Новая Зеландия, Норвегия, ОАЭ, Папуа — Новая Гвинея, Парагвай, Перу, Польша, Португалия, Республика Корея, Российская Федерация, Руанда, Румыния, Сан-Марино, Сенегал, Сербия, Сингапур, Сирия, Словакия,
США, СССР, Сьерра-Леоне, Таиланд,
Тайвань, Того, Тринидад и Тобаго, Тунис, Турция, Украина, Уганда, Фиджи, Финляндия, Филиппины, Франция, Центральная Африканская Республика, Черногория, Чехия, Чили, Швеция, Швейцария, Шри-Ланка, Эквадор, Южно-Африканская Республика, Ямайка, Япония.
Россия присоединилась к Венской Конвенции о дорожном движении в 1993 году.
Конвенцией о дорожном движении утверждён стандарт номерных знаков для машин: в номерах автомобилей стран-участниц конвенции могут использоваться только арабские цифры и буквы латиницы, и только те символы других алфавитов, которые аналогичны буквам латиницы. Этим требованиям удовлетворяют лишь 12 букв русского кириллического алфавита: А, В, Е, К, М, Н, О, Р, С, Т, X и У; остальные буквы в номерных знаках не используются, так как у них нет аналогов в латинском алфавите Таким образом внутри одного региона возможно только 1728000 различных номерных знаков. Решить проблему нехватки номеров можно было изменив формат, например на БУКВА-БУКВА-ХХХ-БУКВА-БУКВА, что дало бы 20 миллионов комбинаций, но решили вводить новую кодировку регионов.